# 10,5 cm LG 42
105-мм безвідкатна гармата LG 42 (нім. 10.5 cm Leichtgeschütz 42) — німецька безвідкатна гармата періоду Другої світової війни. Гармата LG.42 була розроблена фірмою «Rheinmetall» у Дюссельдорфі. Гармата була прийнята на озброєння Вермахту в 1942 році. Призначалася для знищення вогневих точок і живої сили противника, а також для боротьби з бронетехнікою супротивника. Стрільба велася стандартними боєприпасами.

## Зміст

### Опис гармати
На початку 1940-х років німецькі збройові компанії вели інтенсивні роботи з розробки безвідкатних гармат, які мали застосовуватися в парашутних та гірсько-єгерських частинах, а також в умовах складної місцевості (гірські перевали, гірська та болотиста місцевість). Основним чинником у конструкції гармат була наявність замку, що закривався, і після пострілу відкидав частину порохових газів у бік, протилежний напрямку руху снаряду, в такій спосіб уникали відкату артилерійської системи.
Однак, незважаючи на те, що у 1942 році на озброєння парашутних частин Люфтваффе були прийняті «круппівські» 105-мм безвідкатні гармати LG 40, конкурент — фірма «Рейнметалл-Борзиг» — не згорнула роботу над своєю артилерійською системою, роботи над якою велись під фірмовим індексом LG 2Rh. У підсумку ця система була прийнята на озброєння як 10,5 cm LG 42. Мотиви цього рішення не цілком ясні — з одного боку, гармата 10,5 cm LG 42 трохи перевершувало конкурента LG 40 за балістичними характеристиками. З іншого боку, в них повністю була відсутня взаємозамінність і по снарядах, і по зарядах.
Гармата 10,5 cm LG 42, в основному, повторювала конструкцію 7,5 cm LG 40 — природно, з поправкою на більший калібр. Довжина ствола становила 13 калібрів, він мав 32 правобічних нарізи постійної крутизни глибиною 1,3 мм. Як і в 75-мм безоткатній системі, ударно-спусковий механізм 10,5 cm LG 42 мав центральне розташування — це полегшувало заряджання, але знижувало термін служби механізму. Сопло, так само, як і у 105-мм безоткатній гарматі «Круппа», мало всередині спіральні лопатки. Гармата забезпечувалася двосекційним щитом і колісним ходом з пневматиками. Стрільба велася з триноги після зняття коліс (ця операція займала приблизно 15 секунд). Для парашутного десантування гармата розбиралася на чотири частини.
Конструкція лафета забезпечувала круговий обстріл при куті піднесення до 20°. При більшому куті піднесення кут горизонтального наведення становив 71,5°. Діапазон кутів вертикального наведення становив від -15° до + 42°. Як і у випадку з LG 40, LG 42 вироблялася у варіантах LG 42/1 і LG 42/2 — з легкосплавними або сталевим лафетом. В останньому випадку маса зросла всього на 12 кг, але при цьому конструкція була міцнішою, до того ж, знижувалася витрата дефіцитних матеріалів. У ході виробництва довжину ствола зменшили на 200 мм, а також допрацювали лафет, забезпечивши можливість кругового обстрілу без демонтажу коліс — такий варіант іноді позначається як 10,5 cm LG 43.

### Досвід застосування
У другій половині 1941 року фірма «Крупп» поставила першу партію 105-мм безвідкатних гармат LG 40 з 184 одиниць. У наступному році випуск 105-мм відкатних гармат обох типів передали на підприємство «Дюркопп», що стало єдиним виробником гармат цього типу. У 1942 році завод випустив 82 105-мм гармати обох зразків, а з 1943 року «Дюркопп» виробляв тільки 10,5 cm LG 42 (104 одиниці в 1943 році і 158 — у 1944). Таким чином, загальний обсяг випуску 105-мм безвідкатних гармат становив 528 примірників.
На рубежі 1941—1942 років почалися поставки 10,5 cm LG 40 в дивізіони 1-го парашутного артилерійського полку. В цьому полку 105-мм безвідкатні гармати спочатку доповнили, а незабаром і повністю замінили 75-мм гармати. Дебютували ці артилерійські системи в боях на Східному фронті. Разом з 2-м дивізіоном 1-го артполку вони також потрапили в Північну Африку, де брали участь у битві за Ель-Аламейн і боях на «Лінії Марет».
У 1943 році артилерійські полки парашутних дивізій Люфтваффе почали отримувати на озброєння гармати 105-мм безвідкатні гармати LG 42. Однак з чотирьох таких дивізій лише в 1-й і 2-й дивізійна артилерія була повністю укомплектована 105-мм безвідкатними гарматами.